# مهى جرجور
مهى فؤاد جرجور (1974م) كاتبة وقاصة وأكاديمية لبنانية، لها العديد من المؤلفات والأبحاث، ولا سيما في الأدب الرقمي، وقصص الأطفال.

## سيرة
ولدت جرجور في 25 أيلول في العام 1974 في بلدة رميش (قضاء بنت جبيل - جنوب لبنان)، وحازت الإجازة التعليمية في اللغة العربية وآدابها (1998)، ودبلوم الدراسات العليا (2001)، والدكتوراه اللبنانيّة في اللغة العربية وآدابها (2006) من الجامعة اللبنانية. مارست التعليم في متوسطة المحيدثة الرسمية في بكفيا. وهي حاليًا، أستاذة دكتورة في كليّة الآداب والعلوم الإنسانيّة - الجامعة اللبنانية، إذ حازت رتبة الأستاذية في العام 2014.
تحوز جرجور عدة مناصب في لجان وهيئات ثقافية وتربوية، منها: المنسقة العامة في مكتب تدريس اللغات في الجامعة اللبنانية، ومنسقة اللغة العربية في عمادة كلية الآداب، ومنسقة الوحدة البحثية في اللغة العربية في مركز الأبحاث في الكلية، ومنسقة لجنة قبول المشاريع في الماستر، ولجنة تطوير مناهج اللغة العربية، ومنسقة لجنة ضمان الجودة في الكلية نفسها، واستلمت سابقًا رئاسة قسم اللغة العربية في الجامعة اللبنانية (الفرع الثاني). وهي عضوة مشاركة في لجنة تأسيس الماستر المشترك “العلاقات الروسية الشرق أوسطية وأوجه التفاعل” بين الجامعة اللبنانية – كلية الآداب والجامعة الروسية للصداقة بين الشعوب. ومديرة تحرير مجلة “دراسات جامعية في الآداب والعلوم الإنسانية” الرقمية الصادرة عن كلية الآداب والعلوم الإنسانية، وعضوة في اللجنة المركزية لضمان الجودة في الجامعة اللبنانية، وعضوة في الفرقة البحثية في المعهد العالي للدكتوراه - الجامعة اللبنانية، وأشرفت على عدد من رسائل الماستر وأطاريح الدكتوراه.

## أعمالها
لجرجور عشرات الأبحاث والكتب النقدية والأعمال الإبداعية، منها:

### كتب نقدية
- الذّاكرة والرّغبة في الكتابة - المكتبة الأهلية، 2007.
- الدلالة الثانيّة – قراءة في شعر محمود درويش - دار العودة، 2009[15][16]
- طفلي... ماذا أقرأ له؟ - كتابنا للنشر، 2011[17][18]
- الأدب في مهب التكنولوجيا: كتاب نقدي يظهر أشكال الأدب الرقمي وقيمه ورؤاه - المركز الثقافي العربي، 2016[19][20]
- مواقع تعليم العربية من بُعد في التعليم ما قبل الجامعي: إشكاليات البناء والفاعلية. بحث مدعوم من الجامعة اللبنانية

### كتب إبداعية
- دخلت في التجربة. رواية، دار المختار، 2011[21][22][23]
- لم نعد صغارًا - المجموعة الأولى: مجموعة قصصية للمراهقين - دار كتابنا للنشر. 2012- 2019 - هاشيت- أنطوان منذ 2019[24]
- لم نعد صغارًا - المجموعة الثانية - دار كتابنا للنشر 2015 – 2019 - هاشيت- أنطوان منذ 2019[25]
- بيت على الحافة - مجموعة قصصية - كتابنا للنشر، 2017[26]
- سلسلة «كن صديقي»، (3 كتب) - هاشيت – أنطوان.

### الأبحاث
- ما بين الأدب المقارن والتّناص: أوراق جامعية، 1/ 2008، العدد 30، السنة السادسة عشرة.
- السّردية وسلطة اللغة - رواية «لغة السّر» لنجوى بركات - مجلة «كتابات معاصرة» العددان (72 نيسان- أيار، 2009) و (73 تموز- آب 2009).
- الكيان المتأله: الكتب المقدسة والتصوف (نموذج المعلقة الرابعة لديزيره سقال) - مجلة «كتابات معاصرة» العدد 90 / المجلد 23 (كانون الأوّل 2013-كانون الثاني 2014)
- مشاركة في إعداد دليل كتابة الماستر 2018 – ودليل تطبيق نظام APA الصادر عن كلية الآداب 2020
- منسقة ومشاركة في إعداد دليل المناهج البحثية في الآداب والعلوم الإنسانية الصادر عن كلية الآداب 2020
- بيروت أدوار متناقضة في مدينة لا تشبه إلاّ نفسها." بحث ألقي في مؤتمر "قراءات متعددة لمدينة بيروت" في 29 نيسان 2009.
- جدلية الارتباط والانفصال في المنتج اللبناني 2008- 2009، بحث ألقي في مؤتمر«بيروت في الرواية - الرواية في بيروت» في 11-3-2010
- المعلوماتيّة وتأثيرها في الأدب، بحث ألقي في المؤتمر الدولي الرّابع«اللغة والأدب والحضارة العربية، واقع وآفاق» في 17-12-2011
- تعليم اللغة العربية في ظل اجتياح العولمة (الأستاذ الجامعيّ والطّالب وتكنولوجيا التّعليم)- بحث ألقي في مؤتمر العلوم الإنسانيّة في التعليم العالي: واقع وآفاق- الجامعة اللبنانية- نيسان-2014
- التّجديد في شعر السّياب وأفق توقّعات القرّاء-قراءة في تلقي النّقاد والأكاديميين لشعره. بحث ألقي في مؤتمر «السياب وحركة التجديد الشعري»، كلية الآداب والعلوم الإنسانية - 10 -11- كانون الأول 2015
- منصور عيد في مواجهة العنف. قراءة نقدية في قصص منصور عيد، قدمت في ندوة تكريمية له في أنطلياس، قامت بها لجنة بولس سلامة في 17 نيسان 2015
- عالم حجازي بين عالمي الظل والمثل - قراءة نقدية في ديوان حجازي «مدينة بلا قلب» في إطار ندوة بعنوان «المناهج تنبض في قصيدة» التي أقيمت في الفرع الثاني – كلية الآداب والعلوم الإنسانية (2)، 27 نيسان 2015.
- التكنولوجيا في قلب تعليم العربية: حاجة ومرتجى: ندوة نظمت في إطار الدورة الستين لمعرض بيروت الدولي للكتاب، بتاريخ 6 ت2-2016، بدعوة من المركز الثقافي العربي وتجمع معلّمي اللغة العربية بعنوان: التواصل بالعربية... حوار بين المعلّم والمتعلّم.
- المرأة بين التبعية والنضج، قراءة نقدية نفسية في رواية «حكايتي شرح يطول» لحنان الشيخ، مؤتمر البحث العلمي في الآداب (1) - اتّجاهات وأبعاد، المعهد العالي للدكتوراه في الآداب والعلوم الإنسانيّة والاجتماعيّة، السبت، 16 كانون الأول، 2017 .
- الإبداع في مشاريع لاصفيّة، قراءة في كيفيّة تعزيز الإبداع في كلية الآداب والعلوم الإنسانية، المؤتمر الدولي الأول للدراسات البينية – الإنسانيات ومتغيرات المجتمع 2018، الجامعة اللبنانية- الفنار.
- البحث العلمي في كلية الآداب وسوق العمل. بحث ألقي في المجلس الدولي السّابع للغة العربية- دبي- 19 نيسان 2018.
- أثر التقنية وتلقيها في الثقافة الأدبية. مؤتمر الثقافة في لبنان: تحديات وآفاق، الجامعة اللبنانية، 23 ت2، 2018. تنظمه حلقة الحوار الثقافي والتجمع الوطني للثقافة والبيئة والتراث.
- القصة القصيرة جدًا – مقاربة في نقد النقد. مؤتمر ملتقى الادب الوجيز التأسيسي في بيروت، بعنوان الادب الوجيز هوية تجاوزية جديدة، 2019[27]
- الإنسانيات ومواجهة ثقافة السخرية المضادة للثقافة الوطنية. بحث قدّم في مؤتمر العلوم الإنسانيّة وإعادة بناء الثقافة الوطنيّة" -في كلية الآداب والعلوم الإنسانية، ونشر في دراسات جامعية في الآداب والعلوم الإنسانية التابعة لكلية الآداب في الجامعة اللبنانية. 2020[28][29]

## وصلات خارجية
- مهى جرجور: كتاباتي تحمل همّ التلاقي مع الآخر وتؤطر صوراً من المجتمع اللبناني
- مهى جرجور و«فلسفة» البحث العلمي: الإشراف رسالة